# 1946 en mathématiques
| Années des mathématiques : 1943 - 1944 - 1945 - 1946 - 1947 - 1948 - 1949    |
| Décennies des mathématiques : 1910 - 1920 - 1930 - 1940 - 1950 - 1960 - 1970 |

Cet article présente les faits marquants de l'année 1946 en mathématiques.

## Naissances
- 12 janvier : Jean-Louis Loday (mort en 2012), mathématicien français.
- 17 janvier : François Ledrappier, mathématicien français.
- 24 janvier : Menachem Magidor, mathématicien israélien.
- 13 février : Pilar Bayer, mathématicienne espagnole.
- 17 février : Thomas Körner, mathématicien britannique.
- 22 février : László Zsidó, mathématicien hongrois originaire de Roumanie.
- 24 février : Gregori Margulis, mathématicien russe, médaille Fields en 1978.
- 3 mars : Lis Brack-Bernsen, mathématicienne et historienne des mathématiques danoise et suisse.
- 12 mars : Ilkka Niiniluoto, philosophe et mathématicien finlandais.
- 13 mars : Jaroslav Nešetřil, mathématicien et informaticien théoricien tchèque.
- 21 mars : John Morgan, mathématicien américain.
- 23 mars : Alexander S. Kechris, mathématicien américain d'origine grecque.
- 8 avril : Gilbert Saporta, mathématicien français.
- 15 avril : Charles Peskin, mathématicien américain.
- 16 avril : Barry Simon, mathématicien américain.
- 1er mai : Yves Chevallard, mathématicien et didacticien des mathématiques français.
- 11 mai : Dominique Perrin, mathématicien et informaticien français.
- 12 mai : Charalambos D. Aliprantis (mort en 2009), économiste et mathématicien gréco-américain.
- 17 mai : Leo Harrington, mathématicien américain.
- 20 mai : George Lusztig, mathématicien roumano-américain.
- 9 juin : Daniel Andler, mathématicien et philosophe français.
- 12 juin : Stephen Gelbart (mort né en 1972 2006), mathématicien israélo-américain.
- 17 juin : Michel Waldschmidt, mathématicien français.
- 20 juin : Nigel Kalton (mort en 2010), mathématicien britannique.
- 2 juillet : Miklós Ajtai, mathématicien et chercheur en informatique hongrois.
- 31 juillet : María Teresa Lozano Imízcoz, mathématicienne espagnole.
- 2 août : Nigel Hitchin, mathématicien britannique.
- 18 août : Richard Shore, mathématicien logicien américain.
- 24 août : Larry Gonick, dessinateur de BD et mathématicien américain.
- 25 août : Olga Hadžić, mathématicienne serbe.
- 31 août : Michèle Artigue, mathématicienne française.
- 6 septembre : Richard J. Lipton, mathématicien et informaticien anglo-américain, spécialisé en algorithmique et en cryptographie. Prix Knuth 2014.
- 12 septembre : Jean-Marc Deshouillers, mathématicien français.
- 15 septembre : Denis Miéville (mort en 2018), philosophe et mathématicien suisse.
- 29 septembre : Søren Asmussen, mathématicien danois.
- 28 octobre : Michel Broué, mathématicien français.
- 30 octobre : William Thurston (mort en 2012), mathématicien américain, médaille Fields en 1982.
- 21 novembre : Daniel Perrin, mathématicien français.
- 5 décembre : Youri Nesterenko, mathématicien russe.
- 11 décembre : Yakov Eliashberg, mathématicien russe.
- 21 décembre : Luc Tartar, mathématicien français.
- Michael Barnsley, mathématicien britannique.
- John Harnad, physicien mathématicien canadien d'origine hongroise.
- Mary Tiles, philosophe et historienne des mathématiques et des sciences américaine d'origine britannique.

## Décès

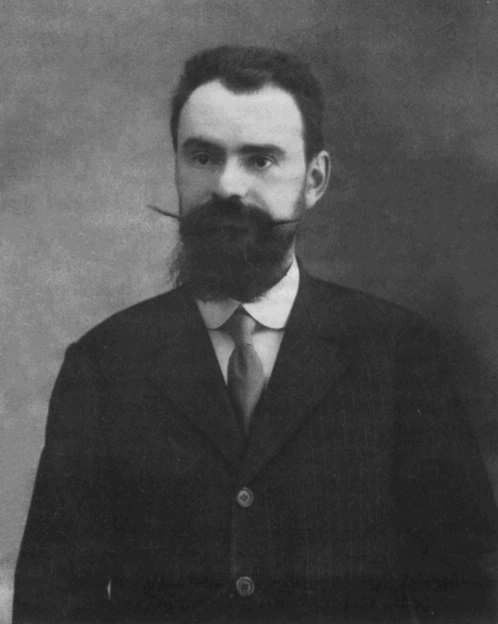
Federigo Enriques en 1914

- 21 janvier : Harry Bateman (né en 1882), mathématicien britannique.
- 12 mars : Leonida Tonelli (né en 1885), mathématicien italien.
- 26 avril : Louis Bachelier (né en 1870), mathématicien français.
- 25 mai : Percy John Daniell (né en 1889),  mathématicien britannique.
- 4 juin : Ernst Leonard Lindelöf (né en 1870), mathématicien finnois.
- 14 juin : Federigo Enriques (né en 1871), mathématicien italien.
- 16 septembre : James Jeans (né en 1877), physicien, astronome, et mathématicien britannique.

- Paul Poulet (né en 1887), mathématicien belge.